# عبد الله بن موسى الكاظم
عبد الله بن موسى بن جعفر المعروف بعبد الله العَوكَلاني من أبناء موسى الكاظم، زعم بعض العلماء أنّه خلف علي الرضا؛ وذلك لصغر سن محمد الجواد، ولكن بعد أن سألوه عن بعض المسائل الفقهية عرفوا أنه ليس إماماً. وهناك بقعة منسوبة إليه بالقرب من مدينة ساوة الإيرانية.

## حياته
هو عبد الله بن موسى بن جعفر وأمه أم ولد. ذكره الشيخ الطوسي في رجاله ضمن أصحاب موسى الكاظم وعلي الرضا،وقد روى عبد الله عنهما.
ذكر المجدي في كتابه أنساب الطالبيين أن له خمسة أبناء وثلاث بنات، واشتهر ذريته بالعوكلانيين أو بني العوكلاني، ويعيش طوائف من ذريته في غرب إيران خصوصًا في محافظة لرستان.
هناك بقعة في قرية أوجان قريبًا من مدينة ساوة الإيرانية تنسب إلى عبد الله بن موسى، ويشتهر بـ«شاهزاده عبد الله أوجان»، وبنيت عليها بقعة في العهد السلجوقي في القرن السادس للهجرة، كما تنسب إليه بقعة أخرى في مدينة بافق في محافظة يزد الإيرانية.

## الحيرة في خَلَف علي الرضا
بناء على ما ورد في بعض المصادر الشيعية كالمناقب والاختصاص وقع الشيعة بعد استشهاد علي الرضا في حيرة بالنسبة إلى أمر الإمامة وخلَف علي الرضا، حيث كان ولده محمد الجواد صغيرًا آنذاك، فاعتقد البعض أن عبد الله بن موسى هو الإمام، فذهب جمع من الأصحاب والفقهاء إلى المدينة، واشتركوا في مجلس حضره عبد الله أيضا، وسألوه عن بعض المسائل الفقهية، لكن عبد الله أخطأ في الجواب عنها، ونقل أن محمد الجواد الذي كان حاضرا في ذلك المجلس قال لعمّه عبد الله:
يَا عَمِّ اتَّقِ اللَّهَ اتَّقِ اللَّهَ، إِنَّهُ لَعَظِيمٌ أَنْ تَقِفَ يَوْمَ الْقِيَامَةِ بَيْنَ يَدَيِ اللَّهِ عَزَّ وَجَلَّ، فَيَقُولَ لَكَ لِمَ أَفْتَيْتَ النَّاسَ بِمَا لَا تَعْلَم؟
فاستغفر عبد الله، ثم أقبل الشيعة يسألون مسائلهم من محمد الجواد، فأجاب عن كل مسائلهم.

## طالع أيضًا
- علي الرضا
- محمد الجواد
- موسى الكاظم
- إيران